# Dicranum condensatum
Dicranum condensatum är en bladmossart som beskrevs av Hedwig 1801. Dicranum condensatum ingår i släktet kvastmossor, och familjen Dicranaceae. Inga underarter finns listade i Catalogue of Life.